# Alopecoenas johannae
Alopecoenas johannae, "östlig gråbröstad markduva", är en fågelart i familjen duvor inom ordningen duvfåglar. Den betraktas oftast som underart till gråbröstad markduva (Alopecoenas beccarii), men urskiljs sedan 2014 som egen art av Birdlife International, IUCN och Handbook of Birds of the World. Den kategoriseras av IUCN som livskraftig.
Fågeln förekommer i Bismarckarkipelagen och Salomonöarna och delas in i sex underarter med följande utbredning.
- A. j. johannae – ön Karkar utanför norra Nya Guinea och Bismarckarkipelagen (förutom utbredningsområdena för tre nedanstående underarter)
- A. j. admiralitatis – Amiralitetsöarna (Manus)
- A. j. eichhorni – St Matthiasöarna (Mussau, Emirau)
- A. j. masculinus – ön Nissan öster om sydöstra New Ireland
- A. j. intermedius  – norra och centrala Salomonöarna (Bougainville söderut till New Georgia)
- A. j. solomonensis – sydöstra och södra Salomonöarna från Guadalcanal och Makira söderut till Rennell